# Alseis brittoni
Alseis brittoni är en insektsart som beskrevs av Stevens 1991. Alseis brittoni ingår i släktet Alseis och familjen dvärgstritar. Inga underarter finns listade i Catalogue of Life.